# René Houseman
René Houseman (La Banda, 19 de julho de 1953 - Buenos Aires, 22 de março de 2018) foi um futebolista argentino que competiu na Copa do Mundo FIFA de 1974 e na Copa do Mundo FIFA de 1978..